# Huaiyang
Huaiyang (en chino, 淮阳; pinyin, Huáiyáng (escuchar)ⓘ [yang]) es un distrito urbano bajo la administración directa de la Prefectura  Zhoukou  en la Provincia de Henan, República Popular China.  Su área es de 1334 km² y su población total para 2020 superó el millón de habitantes. 

## Administración
Desde marzo de 2025, el  Distrito Huaiyang   se divide en 19 pueblos  administrados  en 4 subdistritos,   6 poblados y 9 villas.

## Toponimia
El topónimo Huaiyang [/Juái-yang/] se compone de los sinogramas Huai (nombre propio) y Yang (norte), con el significado "el [río] Huai es su Yang «norte»". Muchos lugares de China, en el nombre llevan "Yang" porque están situados al norte de un río (siguiendo la tradición del Feng shui con el Yin y yang).
Según el Diccionario Etimológico de Topónimos Chinos (中国地名辞源), recibió su nombre del antiguo Estado Huaiyang (淮阳国), que se le dio por estar ubicado al norte del río Huai.